# Engelbert Egon von Fürstenberg-Herdringen

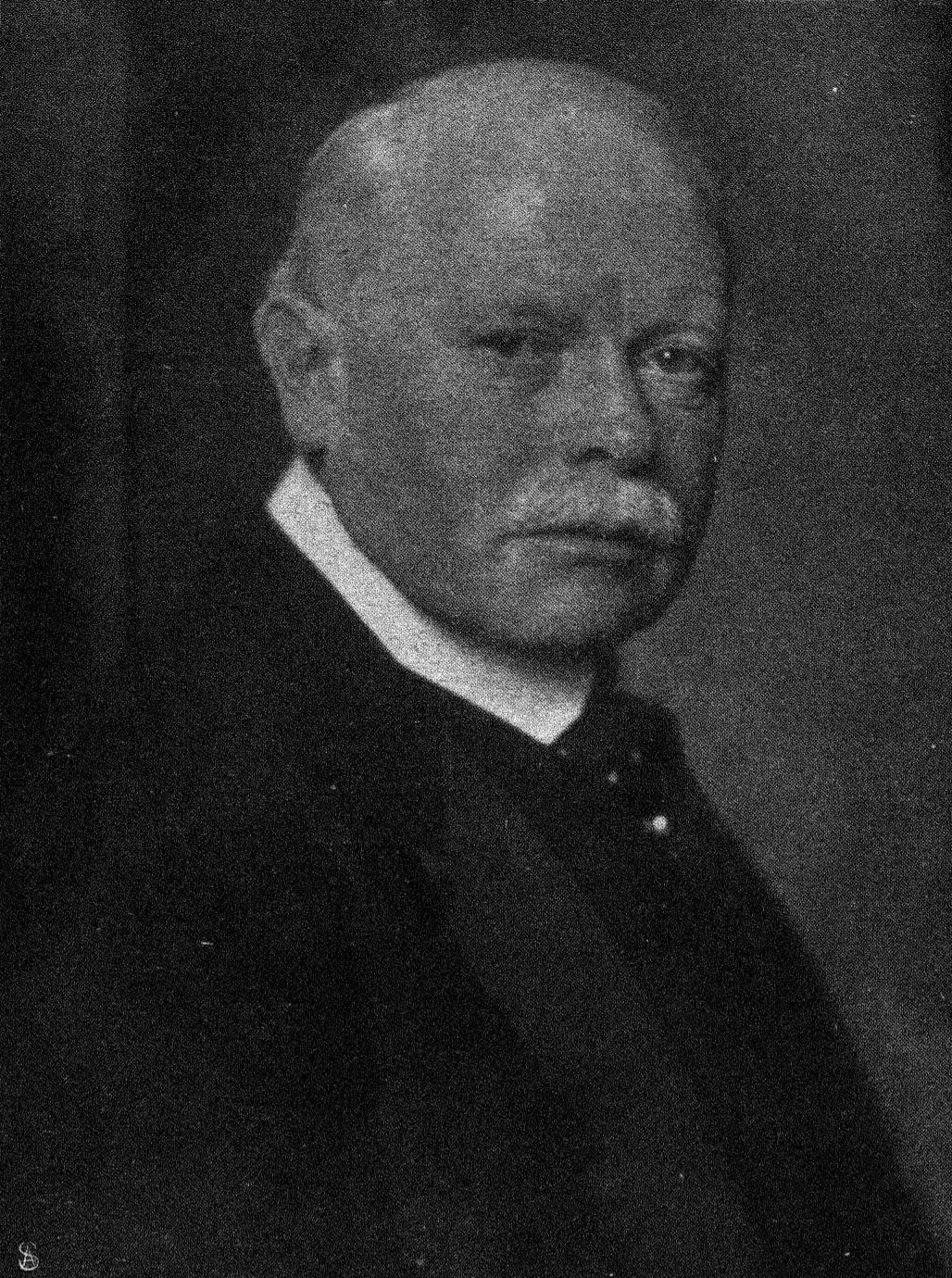
Engelbert Egon von Fürstenberg-Herdringen, fotografiert von Nicola Perscheid

Engelbert Egon Karl Herbert Joseph Maria Graf von Fürstenberg-Herdringen (* 7. November 1850 in Herdringen; † 1. Oktober 1918 in ebenda) war Fideikommissherr aus dem westfälischen Adelsgeschlecht Fürstenberg und Politiker.

## Leben
Fürstenberg-Herdringen, der katholischer Konfession war, war der Sohn von Franz Egon von Fürstenberg-Herdringen (1818–1902) und dessen Ehefrau Caroline Freiin von Stael-Sutthausen. Er heiratete am 26. September 1893 Maria-Pia Gräfin Praschma, die Tochter von Friedrich Graf von Praschma und hatte drei Söhne und drei Töchter. 
Fürstenberg-Herdringen war Majoratsherr auf Gut Herdringen und Erbtruchseß im Herzogtum Westfalen. Er wurde zum Kammerherren ernannt. 1910 bis 1916 war er Abgeordneter auf dem Provinziallandtag der Provinz Westfalen. Er wurde im Wahlkreis Arnsberg gewählt. Daneben war er 1902–1918 erbliches Mitglied im Preußischen Herrenhaus. Er vertrat konservative Positionen.
Fürstenberg-Herdringen war der Eigentümer eines bedeutenden Pferderennstalls und Erster Präsident des internationalen Clubs in Baden-Baden (bis 1884). Zu seinen Ehren wurde ab 1900 der Preis von Iffezheim in „Fürstenberg-Rennen“ umbenannt. Daneben war er auch Vorsitzender im Kölner Renn-Verein 1897.